# Glacier National Park
Glacier nationalpark ligger i den amerikanske stat Montana, og grænser til de canadiske provinser Alberta og Britisk Columbia. Som en del af Waterton Glacier International Peace Park har nationalparken 26 tilbageværende gletsjere og 130 navngivne søer under de høje Rocky Mountains-bjergtinder. Der er historiske hoteller og en spektakulær vej i området med hastigt tilbagetrækkende gletsjere. Bjergene, som er dannet af en forkastning, har verdens bedste sedimetære forsteninger fra proterozoikumæraen.
Parken er hjemsted for mere end 1.000 forskellige plantearter og hundredvis af dyrearter. Dette store, uberørte økosystem spreder sig over 4.101 km² og er midtpunktet i, hvad der ofte kaldes "det kontinentale økosystems krone", en region bestående af beskyttede områder på tilsammen 44.000 km². Den berømte Going-to-the-Sun Road går gennem parken med udsigt over bjergkæderne Lewis og Livingston, skove, alpin tundra, vandfald og store søer. Den storslåede vejstrækning er filmet i åbningsscenen i The Shining, og noget af optagelsen anvendt i Ridley Scotts Blade Runner i den lykkelige afslutning. Going-To-The-Sun Road ses også i et glimt i Forrest Gump.
Glacier nationalpark har over 350 steder på National Register of Historic Places.
Nationalparken grænser til Waterton Lakes National Park i Canada, og sammen er de kendt som Waterton-Glacier internationale fredspark. Begge parkerne står opført på verdensarvslisten.